# Aurélie Muller
Aurélie Muller (* 7. Juni 1990 in Sarreguemines) ist eine französische Freiwasserschwimmerin. Sie ist Weltmeisterin 2015 über zehn Kilometer.

## Erfolge
Bei den Jugendschwimmweltmeisterschaften 2006 in Rio de Janeiro gewann sie Gold über die 1500 m Freistil und bei den Jugendschwimmeuropameisterschaften desselben Jahres in Palma ebenfalls Gold über 400 m.
Für die Olympischen Spiele 2008 in Peking qualifizierte sie sich als Neunte bei den Freiwasserweltmeisterschaften 2008 in Sevilla über 10 km und nahm so am ersten olympischen 10-km-Frauenrennen teil, bei dem sie mit einer Zeit von 2:02:04,1 h Einundzwanzigste wurde (Siegerin Larissa Iltschenko (1:59:27,7)).
Bei den Schwimmweltmeisterschaften 2011 in Shanghai gewann sie die Silbermedaille über 5 km in 1:00:40,1, eine Zehntelsekunde vor der US-Amerikanerin Ashley Grace Twichell; Siegerin wurde hier die für die Schweiz antretende Swann Oberson (1:00:39,7).
Bei den Schwimmweltmeisterschaften 2015 im russischen Kasan gewann sie auf der Kasanka über 10 km Gold in 1:58:04,3 vor der Niederländerin Sharon van Rouwendaal (1:58:06,7) und der Brasilianerin Ana Marcela Cunha (1:58:26,5).
Muller startete bei den Olympischen Spielen 2016 in der Disziplin 10 km Freiwasser. Am Ende des Rennens lieferte sie sich ein Duell mit der Italienerin Rachele Bruni um die Silber-Medaille. Muller schlug zwar als erste am Ziel an, wurde jedoch disqualifiziert, weil sie Bruni unter Wasser gedrückt hatte.